# František Zdeněk Skuherský

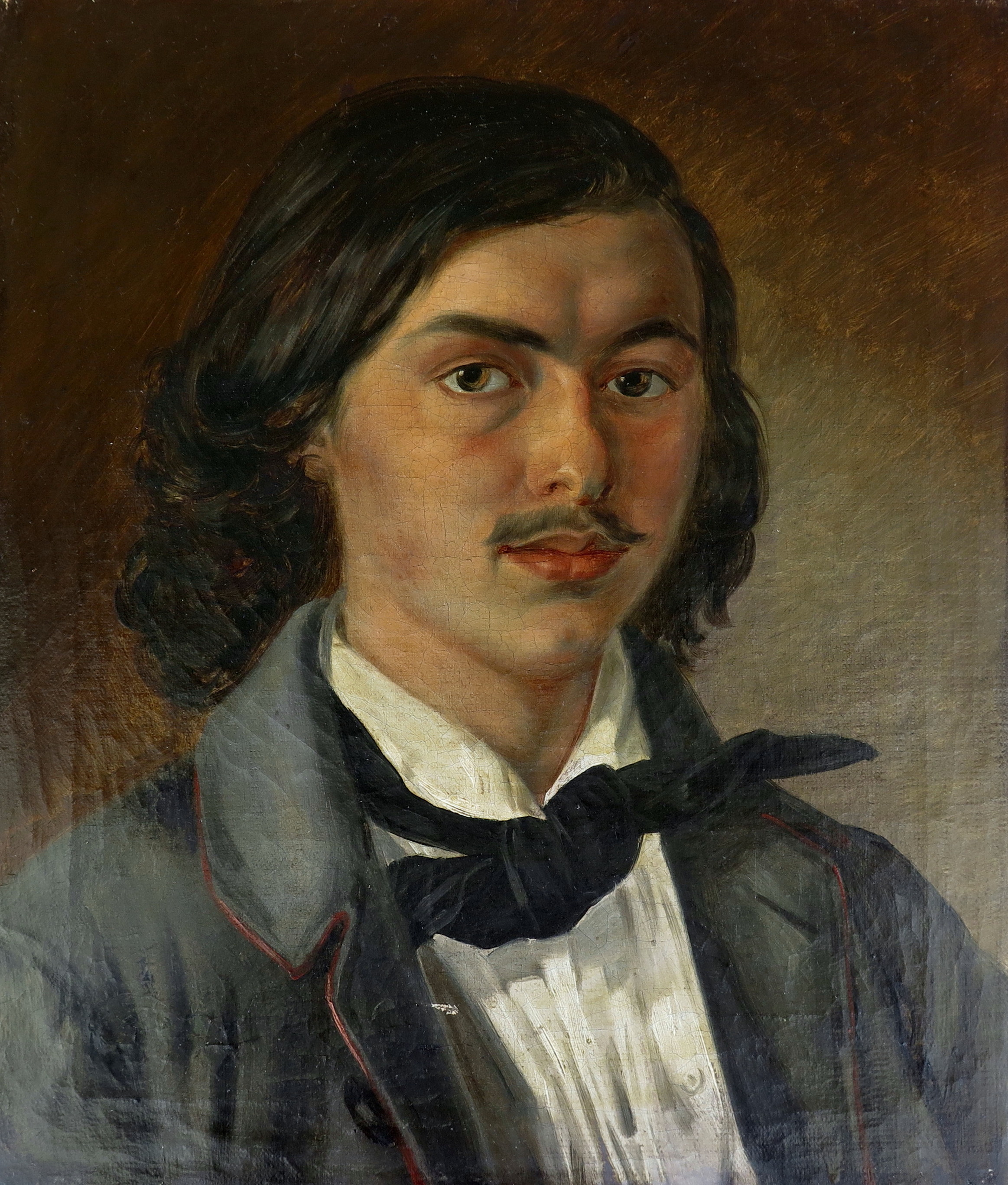
František Zdeněk Skuherský, autor portrétu neznámý.

František Zdeněk Skuherský (31. července 1830 Opočno – 19. srpna 1892 České Budějovice) byl český hudební skladatel, pedagog a teoretik.

## Život
Narodil se v rodině Františka Aloise Skuherského (1794–1864), lékaře knížete Colloredo-Mansfelda a zakladatele opočenské nemocnice (tento počin připomíná pamětní deska v Nádražní ulici). Absolvoval gymnázium v Hradci Králové; na pražské Karlově univerzitě studoval filozofii a krátce i medicínu. V Praze také absolvoval varhanickou školu. Hudbě, včetně skladby, se věnoval od dětství. Ranou tvorbu podepisoval pseudonymem Opočenský.
Po studiích se živil se jako domácí učitel hudby. V letech 1854–1866 byl divadelním kapelníkem v Innsbrucku, vedl místní pěvecký sbor a stal se ředitelem kůru v univerzitním chrámu. Po předčasné smrti manželky, s níž měl tři děti, se vrátil do Prahy, kde nastoupil v roce 1866 na místo ředitele pražské varhanické školy nesoucí název Ústav ku vzdělání varhaníků a ředitelů kůrů, kde setrval až do odchodu na penzi v roce 1890. (Mezi žáky této školy patřili mj. Jindřich Kàan z Albestů, Leoš Janáček a J. B. Foerster.) Zároveň působil jako regenschori v několika pražských kostelech, přednášel hudební teorii na české univerzitě a nadále se věnoval studiu církevní hudby i varhanářství, jakož i skladatelské činnosti.
Zemřel v Českých Budějovicích, kde jeho pobyt připomíná pamětní deska v ulici nesoucí jeho jméno.

## Dílo pedagogické a teoretické
- O formách hudebních (také jako Die musikalischen Formen), Praha 1873
- Nauka o skladbě hudební, Praha 1880–84
- Varhany, jejich zařízení a zachování, Praha 1884
- Velká theoreticko-praktická škola na varhany (Orgelschule) , Praha 1884
- Nauka o harmonii hudební na vědeckém základě (též německy), 1885
- Staročeské chorály, 1887

## Dílo hudební
- Instrumentální
  - Symfonie
  - Symfonická báseň Máj
  - Tři fugy pro orchestr
  - Pensée du soir pro vojenský orchestr
  - Pensée du soir pro klavír
- Vokální světské
  - Tři písně z Rukopisu královédvorského
  - Drei Lieder
  - Tři písně op. 6 na Heinricha Heineho
  - Písně
  - Slavnostní kantáta za příčinou sňatku korunního prince Rudolfa pro smíšený sbor a harmonium
  - Frau Kitt
  - Die Liebe als Nachtigall
  - Připlulo jaro
  - Čtvero mužských sborů
- Církevní
  - Česká mše
  - Missa in honorem sancti Venceslai
  - Krátká slavnostní mše
  - Missa quarta
  - Motetta
  - Zpěvy svatého týdne
- Operní
  - Samo
  - Der Liebesring
  - Vladimír, bohův zvolenec (původně Der Apostat, také Odpadlec)
  - Lora (přepracovaný Der Liebesring)
  - Rektor a generál (původně Der Rekrut, též Branec)